# 게조촌 (야마나시현)
게조촌(下条村)은 야마나시현 기타코마군에 있던 촌이다. 현재의 고후시에 해당한다.

## 역사
- 1889년 7월 1일 - 정촌제 시행에 의해 게조촌이 단독으로 지자체를 형성하였다.
- 1940년 11월 10일 - 고마이촌과 합병해 후지이촌이 성립하여, 동일 게조촌은 폐지되었다.

## 교통

### 철도
촌역에 철도성 주오본선이 지나가지만, 역은 소재하지 않았다.

## 참고문헌
- 角川日本地名大辞典 19 山梨県